# Det Fynske Musikkonservatorium
Det Fynske Musikkonservatorium blev grundlagt i 1929 af violinisten Martin Andersen (1886-1987), der også var uddannelsesinstitutionen leder frem til 1963. Konservatoriet begyndte som en privatejet institution beliggende i Albanigade i Odense, hvor 11 elever blev undervist af seks lærere. I 1944 blev konservatoriet en selvejende institution. 
I 1954 flyttede Det Fynske Musikkonservatorium til en herskabsvilla i Kronprinsensgade. Konservatoriet lånte også lokaler på Odense Katedralskole, Odense Teknikum og på det dengang nyoprettede musikbibliotek.n
 I 1963 blev det en offentlig uddannelsesinstitution, og i 1972 blev det overtaget af staten. Konservatoriet havde på det tidspunkt 77 studerende og 53 lærere. I 1976 flyttede musikkonservatoriet til lokaler i Islandsgade 2, hvor bygningerne senere er blevet udbygget. 
Domorganist Poul Børch efterfulgte i 1963 Martin Andersen som rektor og har siden været efterfulgt af bl.a. Sven Erik Werner og Bertel Krarup. 
I 2010 fusioneredes Det Fynske Musikkonservatorium med Vestjysk Musikkonservatorium i Esbjerg og Skuespillerskolen ved Odense Teater og blev en del af uddannelsesinstitutionen Syddansk Musikkonservatorium & Skuespillerskole. 
I 2015 udskiltes skuespillerskolen fra institutionen, der siden da har heddet Syddansk Musikkonservatorium (SDMK) - Danish National Academy of Music.

## Eksterne Links
http://www.sdmk.dk Arkiveret 27. oktober 2020 hos  Wayback Machine